# Anthony James
Anthony James (Myrtle Beach, 22 luglio 1942 – Cambridge, 26 maggio 2020) è stato un attore statunitense.

## Biografia
Figlio di immigrati greci, crebbe con la madre dopo la morte del padre avvenuta quando aveva 8 anni.
Ha iniziato la sua carriera alla fine degli anni sessanta ed ha continuato fino al 1992.

## Filmografia parziale

### Cinema
- La calda notte dell'ispettore Tibbs (In the Heat of the Night), regia di Norman Jewison (1967)
- Sam Whiskey, regia di Arnold Laven (1969)
- Tick... tick... tick... esplode la violenza (...tick...tick...tick...), regia di Ralph Nelson (1970)
- Punto zero (Vanishing Point), regia di Richard C. Sarafian (1971)
- Fango, sudore e polvere da sparo (The Culpepper Cattle Co.), regia di Dick Richards (1972)
- Lo straniero senza nome (High Plains Drifter), regia di Clint Eastwood (1973)
- Pazzo pazzo West! (Hearts of the West), regia di Howard Zieff (1975)
- Ballata macabra (Burnt Offerings), regia di Dan Curtis (1976)
- Ritorno dall'ignoto (Return from Witch Mountain), regia di John Hough (1978)
- Gli sciacalli dell'anno 2000 (Ravagers), regia di Richard Compton (1979)
- Nightmares - Incubi (Nightmares), regia di Joseph Sargent (1983)
- Tuono blu (Blue Thunder), regia di John Badham (1983)
- Gli angeli dell'odio (World Gone Wild), regia di Lee H. Katzin (1987)
- Una pallottola spuntata 2½ - L'odore della paura (The Naked Gun 2½: The Smell of Fear), regia di David Zucker (1991)
- Gli spietati (Unforgiven), regia di Clint Eastwood (1992)

### Televisione
- Ai confini dell'Arizona (The High Chaparral) – serie TV, episodio 1x08 (1967)
- Colombo (Columbo) – serie TV, episodio pilota Prescrizione assassinio (1968)
- Le strade di San Francisco (The Streets of San Francisco) – serie TV, episodio 2x08 (1973)
- La lunga notte di Entebbe (Victory at Entebbe), regia di Marvin J. Chomsky – film TV (1976)
- Charlie's Angels – serie TV, episodio 1x04 (1976)
- Starsky & Hutch – serie TV, un episodio (1977)
- L'uomo di Atlantide (Man from Atlantis) – serie TV, 1 episodio (1978)
- Tom e Huck - Avventure sul Mississippi (Rascals and Robbers: The Secret Adventures of Tom Sawyer and Huck Finn), regia di Dick Lowry – film TV (1982)
- A-Team (The A-Team) – serie TV, 1 episodio (1984)
- Troppo forte! (Sledge Hammer!) – serie TV, episodio 1x16 (1987)
- Star Trek: The Next Generation – serie TV, episodio 1x26 (1988)

## Doppiatori italiani
Nelle versioni in italiano delle opere in cui ha recitato, Anthony James è stato doppiato da:
- Angelo Nicotra in Starsky & Hutch, Gli spietati
- Massimo Turci in La calda notte dell'ispettore Tibbs
- Sandro Iovino in Punto zero
- Daniele Tedeschi in Charlie's Angels
- Sandro Sardone in Star Trek: The Next Generation
- Fabrizio Pucci in Una pallottola spuntata 2½ - L'odore della paura